# Korytné
Korytné je obec na Slovensku v okrese Levoča. Žije zde 98 obyvatel. První písemná zmínka o obci pochází z roku 1297.